# فيت
فيت (بالنرويجية: Fet)‏ هي بلدية في مقاطعة آكرشوس بالنرويج وتنتمي لمنطقة روميريك التاريخية. المقر الإداري للبلدية هو قرية فيتسوند.

## التاريخ
تأسست البلدية سنة 1838. في عام 1929 انفصلت رالينغن عن فيت لتصبح بلدية مستقلة. في عام 1962 تم ضم جزء من بلدية أينيباك الواقع شرق بحيرة أويرين لبلدية فيت.
اسم Fet في اللغة النوردية القديمة كان يكتب Fit وتعني «الحقل المزدهر».

## شعار النبالة
اعتمد شعار النبالة سنة 1986 وهو يصور أداة يستخدما الحطابون المحليون. يتكون الشعار من اللونين الأخضر والفضي، يشير الأخير إلى حقل أما الفضي فيشير إلى بحيرة.

## الجغرافيا
تقع فيت في الجزء الشرقي من بحيرة أويرين وتضم البلدية النقطة التي يصب فيها نهر غلوما في البحيرة. دلتا هذا النهر تعد الأكبر من نوعها في أوروبا حيث تمتد على طول الضفتين المتقابلتين للنهر.

## المجموعات العرقية
عدد الأقليات (الجيل الأول والثاني) في فيت حسب الموطن الأصلي (2015):
| الموطن الأصلي | العدد |
| ------------- | ----- |
| بولندا        | 360   |
| ليتوانيا      | 159   |
| السويد        | 94    |
| ألمانيا       | 81    |
| باكستان       | 57    |
| الدنمارك      | 56    |
| كوسوفو        | 54    |
| سريلانكا      | 52    |

## روابط خارجية
- معلومات حول البلدية في موقع الإحصاءات النرويجي.
- مركز معلومات بحيرة أويرين.